# Portus Magnus (Mauretanien)
Portus Magnus (lateinisch: „Großer Hafen“, auch Portus Magnos) ist eine antike Hafenstadt auf der Gemarkung der heutigen Orte Arzew, Ain el Bia und Béthioua (Saint-Leu) in der Provinz Oran im Nordwesten Algeriens.

## Forschungsgeschichte

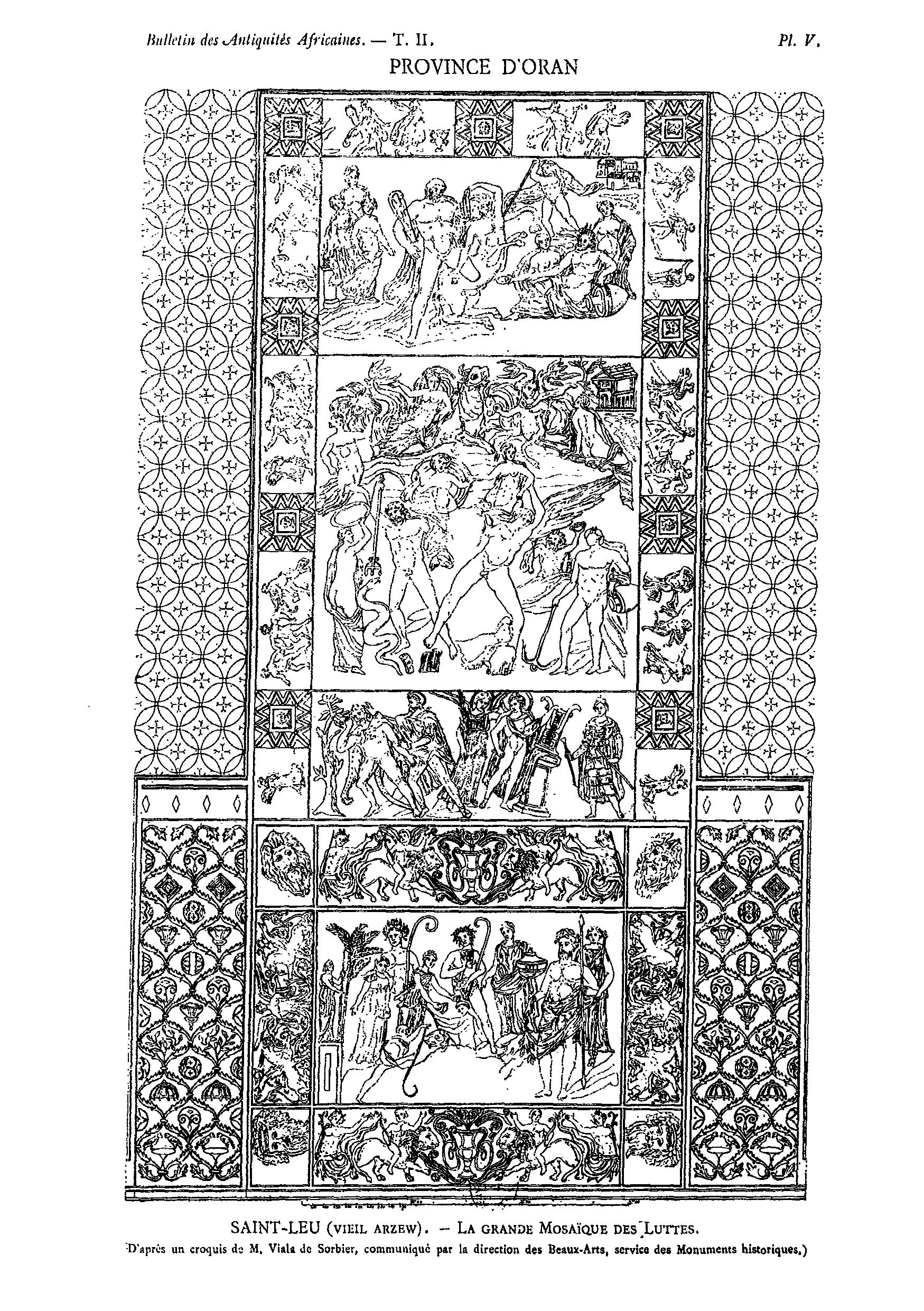
Das Mosaik von Portus Magnus; Zeichnung: Viala du Sorbier (1862)

Zwar war der Name Portus Magnus aus dem Itinerarium Antonini, vom Geograph von Ravenna und aus zwei Verweisen von Plinius dem Älteren und Pomponius Mela bekannt, jedoch identifizierte der englische Reisende Thomas Shaw im Jahr 1732 den Ort Vieil Arzew (heute Béthioua) zuerst fälschlich als Standort des antiken Arsenaria. Dieser Fehler hielt sich über Jahrzehnte.
Erst der Fund einer Inschrift, die den Kurznamen von Portus Magnus erwähnte, erlaubte es dem französischen Archäologen und Philologen Adrien Berbrugger 1858, Vieil Arzew als Standort des antiken Portus Magnus zu bestimmen. Diese Inschrift wurde später an die „Promenade de Létang“ (heute  „Promenade Ibn Sina“) in Oran verbracht. Es fanden sich weitere Inschriften, darunter auch ein Miliarium, ein Meilenstein an einer römischen Straße. Da sich die Fundstätte in Vieil Arzew den Forschern als teils modern überbaut präsentierte, war eine systematische Ausgrabung von Portus Magnus erschwert.
Bei Ausgrabungen auf einem Bauernhof (ferme Robert bei Saint-Leu) wurden im Jahre 1862 zwei schöne Mosaikfußböden entdeckt. Das größere der beiden Mosaiken befand sich wohl im Triclinium (Speisesaal) eines Stadthauses. Es maß rund 9,5 × 6 Meter, stammt aus dem 3. oder 4. Jahrhundert n. Chr. und zeigt vier mythologische Szenen (Dionysos auf dem Tiger, Apollon und Marsyas, Ankunft der Latona in Delos, Chiron und Herakles). Es wurde unmittelbar nach dem Auffinden vom französischen Architekten Gilbert Viala du Sorbier aus Oran gezeichnet. Das zweite in dem Haus gefundene Mosaik zeigt eine Darstellung des Triumphs des Dionysos.
Im Jahr 1884 warnte Louis Demaeght, französischer Militär und Archäologe, dass der Standort in einigen Jahren zerstört sein würde, wenn die Bewohner von Béthioua sowie die Kolonisten von Saint-Leu (jetzt Arzew) in demselben Tempo die Trümmer von Portus Magnus als Baumaterialien verwenden würden. 1935 bis 1960 führte Malva Maurice Vincent weitere Forschungen in Portus Magnus durch, diese wurden jedoch nur teilweise in Aufsätzen veröffentlicht. Ihre Untersuchungen konzentrierten sich auf den Nordosten. Dabei legte sie mehrere Gebäude mit ungewöhnlichen Grundrissen frei.

## Geschichte
Die Hafenstadt war wohl eine Gründung der Phönizier. Der Fund einer karthagischen Münze datiert die Stadt in das 2. Jahrhundert v. Chr. Nach den Punischen Kriegen, die mit der vollständigen Zerstörung Karthagos endeten, erlangten die Römer die Herrschaft über die Stadt. In den ersten Jahrzehnten des 3. Jahrhunderts n. Chr. erreichte Portus Magnus unter den Römern seinen Höhepunkt. Im Römischen Reich lag die Stadt in der Provinz Mauretania Caesariensis. Der strategisch günstigen Lage an der Küste des Mare Nostrum (Mittelmeer), auf der Westseite des Golfs von Arzew, verdankte Portus Magnus seine Bedeutung als Flottenstützpunkt der Mauretanischen Flotte (Classis Mauretanica) und für den Export von Getreide und Salz. Die Bewohner der Stadt brachten es zu beträchtlichem Reichtum. Die römische Herrschaft endete, als die Stadt 430 durch die Vandalen unter König Geiserich zerstört wurde. 533 fiel sie an das (Ost-)Römische Reich zurück; sie fand im Jahr 647 durch die Zerstörung seitens der Muslime ihr Ende.

## Befund
Die Stadt Portus Magnus erhob sich auf einem sanften Hügel über den antiken Hafen. Das rund 36 Hektar große Areal war zum Teil gepflastert bzw. durch Aufschüttungen nivelliert. Von der antiken Stadt selbst fanden sich Reste der Stadtmauer und von Gebäuden, Zisternen für Regenwasser, Spuren von Straßen und ein Forum (50 × 40 Meter).
Unter den Gebäuden befand sich neben Villen wohl auch eine palastartige Anlage des 3. Jahrhunderts. Es zeigten sich Reste von Säulengängen (porticus) und eine Therme. Auf einer Seite des Forums befand sich ein kleines Gebäude, das einst eine Apsis aus Marmorplatten und eine Statue zierte (Akropolis). Hinter einer Curia befand sich ein Tempel unbekannter Weihung und ein weiterer großer, der Venus geweihter Tempel, rund 120 Meter westlich des Forums.

## Befundsicherung und Fundverbleib
Portus Magnus wurde in den Jahren 1952 und 1967 zum nationalen Kulturerbe erklärt. Es untersteht heute dem Schutz und der Verwaltung des Office national de gestion et d’exploitation des biens culturels protégés (ehemals Agence nationale de protection des Sites et des Monuments historiques d'Algérie). Freigelegte und teilrestaurierte Teile von Portus Magnus können östlich von Béthioua besichtigt werden. Andere Teile wurden Opfer von Steinraub, sind modern überbaut oder durch Erweiterungspläne des staatlichen Mineralölunternehmens Sonatrach bedroht, das hier mehrere Anlagen zur Herstellung von Flüssigerdgas (GLN-1, GLN-2 und GLN-3) betreibt, die unmittelbar an die Fundstätte angrenzen. In einem Garten sind achtsam Teile von Tonkrügen gesammelt. Die Mosaike befinden sich heute neben weiteren Objekten von der Fundstätte Portus Magnus im El-mathaf El-ouatani Ahmed Zabana (ehemals Musée municipal Demaeght), dem Stadtmuseum von Oran.